# Патчева къща
Патчевата къща (на македонска литературна норма: Патчева куќа) е възрожденска къща в град Охрид, Северна Македония. Сградата е обявена за значимо културно наследство на Северна Македония.

## Архитектура
Къщата е разположена във Вароша, на улица „Цар Самуил“ № 60. Принадлежала е на семейство Патчевци, чийто най-виден представител е революционерът Методи Патчев. Изградена е в средата на XIX век, най-вероятно по същото време като Робевата къща, с която има обща стена на запад. Другите три страни са свободни имат развити фасади – южната към улицата е най-представителна, източната към сокака е частично обработена при връзката с южната фасада, а северната гледа към двора. Дворът е тесен и дълъг, до вертикалното скално издигане има помощен обект с баня и лятна кухня с огнище. В първата половина на XX век е направена реконструкция, при която са скъсени еркерните греди на фронталната фасада и тя е дръпната назад. Къщата, оригинално за едно семейство, е разделена на два дяла с отделни входове и стълбища за катовете. По-късно отново е обединена. Приземието е от камък, като една част от него е вкопана в терена. Има два входа. Стълбите към ката са премахнати и така то е изолирано от жилищното пространство. Катовете, както и междуетажната конструкция са паянтови с дървени греди. Стълбищата също са дървени. Покривът е дървен с керемиди каналици. Фасадата е типична за охридската градска архитектура – боядисана в бяло, с еркерно издадени етажи и богато профилирани венци. Еркерите и челата на венците са обшити с дъски. Прозорците също са с дървена обшивка.